# هوية الطفل

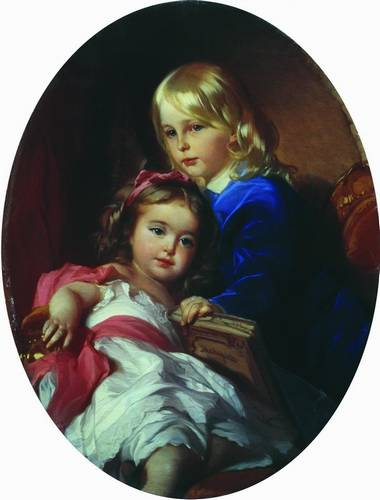
أطفال الفنان (ماكاروف الأول- 1885)

هوية الطفل  ليست بنية نفسية فحسب، ولكنها أيضًا موضوعًا معقدًا للعلوم الإنسانية المعاصرة. تشكيل الهوية هي عملية معقدة لا تكتمل أبداً. عندما نبحث عن مشاكل الهوية، نريد الإجابة عن الأسئلة «من نحن؟»، «هل نختار هويتنا؟»، «هل تعطى الهوية لنا أم أننا نخلق هويتنا؟». في عالم من التغيير يواجه الأطفال العديد من الأسئلة والنضالات أثناء فرز هوياتهم المتعددة. يبدأ الأطفال في طرح أسئلة الهوية في سن مبكرة. من أنا؟ من هي عائلتي؟ إلى أين أنتمي؟ لماذا تحتفل عائلتي ببعض الأعياد وليس غيرها؟ هذه كلها أسئلة قياسية يطلبها الأطفال لتحديد كيفية ملاءمتها لعالمهم.
أصبح إريك إريكسون (1902-1994) واحدًا من أوائل علماء النفس الذين أبدوا اهتمامًا صريحًا بمشكلة هوية الطفل. هوية الطفل هي ظاهرة اجتماعية وثقافية معقدة، تتضمن مجموعة متنوعة من تمثيلات الطفل عن نفسه وعن العالم وحول مكانه في هذا العالم. هوية الطفل هي بنية ديناميكية تتغير بسرعة تحت تأثير البيئة والتعليم والأسرة. في مرحلة الطفولة، والهوية هي ظاهرة تابعة، وهناك الكثير من العوامل اللاواعية تؤثر على أنماط السلوك، والعلاقات مع الطفل العالم. تشكل هوية الطفل تحت تأثير العوامل والصور النمطية المختلفة.

## تاريخ السؤال
كان إريك إريكسون أحد أوائل العلماء الذين وصفوا مشاكل هوية المراهقين وهوية الأزمات. كان تطوير الهوية أحد أكبر مخاوف إيريكسون في نظريته. عندما عملت آنا فرويد مع أطفال مختلفين، فتحت العديد من الأشكال الأصلية لحياتهم النفسية. على سبيل المثال، كانت أول من وصف ظاهرة «تحديد الهوية مع المعتدي» (The Ego ، 1936). وفقا لها كانت آلية دفاعالتي كانت تستخدم «لحماية الذات من الأذى والفوضى». لقد استخدم علماء الأنثروبولوجيا في كثير من الأحيان مصطلح «الهوية» للإشارة إلى هذه الفكرة عن الذات بطريقة عشوائية (Erikson 1972) بطريقة مبنية على التفرد والفردية مما يجعل الشخص مميزًا عن الآخرين. أصبحت الهوية أكثر أهمية لعلماء الأنثروبولوجيا مع ظهور مخاوف حديثة مع العرقية والحركات الاجتماعية في 1970s. وصفت مارغريت ميد واحدة من أكثر الأبحاث إثارة للاهتمام حول بعض عناصر الهوية العرقية والثقافية والجنسانية. طور Jean S. Phinney نموذجًا ثلاثي المرحلة لتطوير الهوية العرقية (1992) على أساس البحث مع الأقلية المراهقة جنبًا إلى جنب مع نماذج الهوية الأخرى والهوية العرقية الأخرى.

## التنشئة الأجتماعية وهوية الطفل
المجتمعات مجتمعات مشتركة مع رموز معقدة وهياكل تنظيمية. التنشئة الاجتماعية هي العملية التي يتكيف من خلالها الأفراد مع المعايير والقيم والعادات والسلوكيات الخاصة بمجموعة اجتماعية مشتركة (انظر: Lutfey & Mortimer، 2006؛ Parsons، 1951). إن الدرجة التي يتعلم بها الأطفال كيفية المشاركة والموافقة من المجتمع لها عواقب مهمة على نموهم ومستقبل حياتهم. والأهم من ذلك، أن القوانين الاجتماعية التي يتعلمها الأطفال والمراهقون لا تقتصر على الدول القومية ومناطق العالم فحسب، بل أيضًا على الفترات التاريخية والمجموعات الاجتماعية داخل المجتمعات الأكبر. يُعد السياق الاجتماعي-التاريخي بعدًا حاسمًا في التنشئة الاجتماعية للأطفال والمراهقين، سواء فيما يتعلق بوضعهم داخل المجتمع (مقارنة بالبالغين)، فضلاً عن أدوارهم الاجتماعية.
هوية الطفل بالمعنى العام للوعي الذاتي والوعي الآخر؛ كم يعرف الطفل عن أمثاله وإكرامه، معتقداته حول من هو وماذا يعتقد قدراته. الهوية هي جزء أساسي من تنمية الطفل. مع تطور إحساس الطفل بنفسه، فإن قدرته على النجاح في المدرسة وفي العلاقات الاجتماعية. وكما أن احترام الذات هو ما يشعر به عن نفسه، فإن الهوية هي كيف يفكر بنفسه. قد يقول الطفل ذو الإحساس القوي بالهوية، «أنا شخص قصير، أحب البيتزا، وأنا مضحك.» تلعب العلاقات مع أفراد العائلة، وغيرهم من البالغين والأطفال، والأصدقاء وأعضاء مجتمعه مفتاحًا دور في بناء هوية الطفل. يتضمن هوية الطفل العديد من الأسئلة مثل مشاكل الهوية الجنسية، الهوية الثقافية، الهوية الاجتماعية، الهوية الوطنية وغيرها من أشكال الهويات
```
1
```

## اتجاهات بحثية جديدة
اليوم هناك العديد من الإطارات الجديدة لتشكيل هوية الطفل. هوية الطفل هي بناء أنطولوجي حديث. على سبيل المثال، الهوية الهجينة هي نتيجة للعولمة. لذلك لدينا ظاهرة من ثقافة الطفل الثالث (TCK ، 3CK) أو «الأطفال من البدو العالميين». يمكن أن يكون الأطفال الذين يتم تربيتهم من البدو الرحل العالميين من نسل رجال الأعمال الدبلوماسيين أو الدوليين أو الوكالات الحكومية أو الوكالات الدولية أو البعثات التبشيرية أو العسكرية، أو في الواقع من الأشخاص الذين يعيشون حياة متنقلة على الصعيد الدولي لأي سبب مهني. عادة، يشترك الرحل العالميون في تراث ثقافي فريد. بالنسبة للعديد من البدو الرحل، ستشكل الجنسية جزءًا واحدًا من هوية معقدة تتأثر أيضًا بالبلدان المضيفة التي عاشوا فيها، من خلال تجربة التنقل نفسها، وعن طريق تراث متعدد الثقافات تم إنشاؤه داخل مجتمع أو أكثر من المغتربين الدوليين. أصبح الإنترنت جزءًا كبيرًا من حياة الأطفال المعاصرة. في القرن الواحد والعشرين، يتضمن هذا عادة المشاركة في عوالم اللعب الافتراضية. عندما يلعب الأطفال لعبة الفيديو، يعتبر بناء هوية الأطفال في عالم اللعب الافتراضي (أو هوية الطفل عبر الإنترنت) أحد الجوانب البحثية الجديدة لهوية الطفل. تتأثر هوية الطفل المتنقلة باستخدامه (لها) لوسائل الإعلام، ولا سيما وسائل الاتصال الشخصية مثل الهاتف المحمول. ومن ناحية أخرى، فإنه ينطوي أيضًا على رؤية هوية المراهقين على أنها متحركة ومتغيرة ومتطورة لحظة بل وعلى مر الزمن، وبحساسية شديدة للتغيرات التي تطرأ على العلاقات بين الأصدقاء والعائلات، وعلى التحديات العاطفية والفكرية التي تمت مواجهتها والتوسط فيها. استخدام الهاتف المحمول (من بين عوامل أخرى).

## تطور الهوية
كل شخص لديه إحساس بالذات أو الإحساس بالهوية الشخصية. في الواقع، معظم الناس لديهم عدد من طرق التفكير الهامة حول أنفسهم والتي تعتبر كبيرة بما يكفي لاعتبار الحواس المتعددة للذات. يتضمن الإحساس بالذات تلك الأدوار، والسمات، والسلوكيات، الخ. يمكن أن ترتكز روابط الإحساس بالذات على أي مزيج من المهن التالية، العلاقات الاجتماعية، العلاقات الأسرية، القدرات / الإعاقات، الروحانية وغيرها. في الساعات الأولى من الحياة، يمكن للأطفال أن يخبروا رائحة واحدة من آخر، صوت واحد من آخر، ويفضلون رائحة أمهم وصوتهم لجميع الآخرين. المرفق هو جزء من عملية تشكيل الهوية. عندما ينمو الأطفال عاطفياً بالقرب من بعض الأشخاص، فإنهم يربطون بين رائحة هؤلاء الأشخاص، اللمس، الصوت. بهذه الطريقة، يمكنهم التعرف على "
يتمتع الأطفال في سن الرابعة من العمر بشعور ذاتي يعتمد على بعض السمات البارزة التي يعتبرها الطفل مهمة ويتم الحفاظ عليها مع مرور الوقت، على سبيل المثال، «أنا أقوى أو أسرع فتى في فئتي» أو «أنا ذكي . أميز الأشياء بسهولة» أو«أنا جيد في مساعدة الناس». غالباً ما تفرض الهويات أو تشجعها على الأقل القوى البيئية أو الثقافية.
يكتسب الأطفال إحساسهم بالذات واحترام الذات ببطء عندما ينضجون في المراهقين. علاوة على ذلك، لا يشعر الأطفال دائمًا بالرضا عن أنفسهم أو سلوكهم في كل حالة. يتم تطوير الهويات بمرور الوقت وقد تتغير من وقت لآخر وموقع معين. علاوة على ذلك، عندما يتفاعل الأطفال مع أقرانهم أو يتعلمون العمل في المدرسة أو في مكان آخر، قد يشعرون بالقبول ويحبوا لحظة واحدة وينفرون في اليوم التالي. يعد الاستقرار العاطفي والقبول في المنزل وبين موظفي المدرسة أمرًا مهمًا خلال هذه الأوقات.
نادراً ما يكون «بناء الهوية» عملية متعمدة وذاتية الوعي. في وقت مبكر من العمر، يرتبط الإحساس بالذات بالأمان والحماية والقبول الذي يشعر به الأطفال الرضع والأطفال الصغار ومرحلة ما قبل المدرسة عندما يرعاهم الكبار الذين يشعرون بالارتباط. في أواخر مرحلة ما قبل المدرسة وسنوات الدراسة المبكرة، يصبح الإحساس بالذات مرتبطًا بشكل إضافي - إيجابيًا أو سلبيًا - مع سمات يقدّرها الآباء ونموذج لأطفالهم بالطريقة التي يعيشون بها حياتهم. خلال السنوات الدراسية، تأتي قيم الأقران وضغط الزملاء للعب دور مؤثر بشكل متزايد في كيفية التفكير في الأطفال الأكبر سنًا والشباب المراهقين حول أنفسهم. "Cliques" - «في الحشد» مقابل «خارج الحشد» - تصبح مكونات هامة.